# Acantholipes larentioides
Acantholipes larentioides là một loài bướm đêm trong họ Erebidae.